# Cottesbrooke
Cottesbrooke är en ort och civil parish i Storbritannien.   Den ligger i grevskapet Northamptonshire i riksdelen England, i den södra delen av landet, 110 km nordväst om huvudstaden London. Cottesbrooke ligger 105 meter över havet och antalet invånare är 144.
Terrängen runt Cottesbrooke är platt. Runt Cottesbrooke är det ganska tätbefolkat, med 116 invånare per kvadratkilometer. Närmaste större samhälle är Northampton, 12,6 km söder om Cottesbrooke. Trakten runt Cottesbrooke består till största delen av jordbruksmark.